# Казе Фоскини (Равена)
Казе Фоскини је насеље у Италији у округу Равена, региону Емилија-Ромања.
Према процени из 2011. у насељу је живело 51 становника. Насеље се налази на надморској висини од 6 м.